# Igor Wladimirowitsch Schtschadilow
Igor Wladimirowitsch Schtschadilow (russisch Игорь Владимирович Щадилов; * 7. Juni 1980 in Moskau, Russische SFSR) ist ein russischer Eishockeyspieler, der zuletzt beim HK Dynamo Moskau in der Kontinentalen Hockey-Liga unter Vertrag stand.

## Karriere
Igor Schtschadilow begann seine Karriere als Eishockeyspieler beim HK Dynamo Moskau, für den er von 1998 bis 2001 in der russischen Superliga aktiv war, und mit denen er 2000 erstmals Russischer Meister wurde. Zudem wurde der Verteidiger in dieser Zeit im NHL Entry Draft 1999 in der neunten Runde als insgesamt 249. Spieler von den Washington Capitals ausgewählt, für die er allerdings nie spielte. Auch für Titan d’Acadie-Bathurst, das ihn beim CHL Import Draft 1998 in der ersten Runde als insgesamt 27. Akteur gezogen hatte, stand er nicht auf dem Eis.
Anschließend lief der Linksschütze zwei Jahre lang für Sewerstal Tscherepowez auf, bevor er für zwei Spielzeiten zum HK Dynamo Moskau zurückkehrte, mit dem er 2005 erneut die Meisterschaft gewann. Nach diesem Erfolg unterschrieb Schtschadilow einen Vertrag bei dessen Ligarivalen Ak Bars Kasan, mit dem er 2006 erneut Meister wurde und 2007 den IIHF European Champions Cup gewann. Im Sommer 2007 wechselte der Verteidiger zu Salawat Julajew Ufa, mit dem er 2008 ein weiteres Mal die nationale Meisterschaft gewinnen konnte und für die er bis 2009 auf dem Eis stand. Danach folgten zwei weitere Spieljahre beim Ak Bars Kasan, ehe er 2011 zu seinem Heimatverein, der zwischenzeitlich OHK Dynamo hieß, zurückkehrte.
Die Saison 2012/13 verpasste er aufgrund einer Verletzung bis auf sieben Spiele komplett.

### International
Für Russland nahm Schtschadilow an der U20-Junioren-Weltmeisterschaft 2000 teil, bei der er mit seiner Mannschaft die Silbermedaille gewann.

## Erfolge und Auszeichnungen
- 2000 Russischer Meister mit dem HK Dynamo Moskau
- 2005 Russischer Meister mit dem HK Dynamo Moskau
- 2006 Russischer Meister mit Ak Bars Kasan
- 2007 IIHF-European-Champions-Cup-Gewinn mit Ak Bars Kasan
- 2008 Russischer Meister mit Salawat Julajew Ufa
- 2010 Gagarin-Cup-Gewinn mit Ak Bars Kasan
- 2012 Gagarin-Cup-Gewinn mit dem OHK Dynamo

### International
- 2000 Silbermedaille bei der U20-Junioren-Weltmeisterschaft

## KHL-Statistik
(Stand: Ende der Saison 2010/11)